# Zkouška základního výcviku jezdce
Zkouška základního výcviku jezdce (ve zkratce ZZVJ) umožňuje svému držiteli zúčastnit se oficiálních závodů pořádaných Českou jezdeckou federací v jízdě na koni. Pro jízdu na poníkovi je nutná Zkouška základního výcviku jezdce pony (ve zkratce ZZVJ-P). Pro získání těchto licencí je třeba splnit minimální věk 11 let pro jízdu na koni a 8 let pro jízdu na pony a složit předepsanou zkoušku. Licence ZZVJ nahrazuje licenci ZZVJ-P ale ne naopak.
Při zkoušce je nutné absolvovat parkur o výšce 70–90 centimetrů, pak drezůrní úlohu Z1 nebo Z2. Další disciplínou je předvedení koně na ruce (krok, klus), proto je vhodnější pro menší děti dělat licenci spíše pro pony než pro koně pro fyzický handicap. Poslední částí zkoušky je test z teorie, který se týká témat jako čištění koně, zdraví koní, atd.

## Podmínky pro získání licence
1. Uchazeč musí dovršit předepsaného věku 11 pro ZZVJ resp. 8 let pro ZZVJ-P.
2. Uchazeč si musí dovézt koně na kterém bude licenci skládat.
3. Uchazeč musí překonat parkur v předepsané výšce 70–90 cm.
4. Uchazeč musí zajet drezůrní úlohu Z1 nebo Z2 a vyplnit test ze základních znalostí.

Zkouška je jednodenní, skládá se ze tří částí
1. Drezura a předvedení koně na ruce + bezpečný pohyb po jízdárně (dělá se před drezurou)
2. Parkur
3. Teoretická zkouška

Okruh otázek pro teoretickou zkoušku
1. Anatomie a fyziologie koně. Barvy, znaky a výžehy
2. Napájení, krmení, ošetřování a kování koně
3. Úrazy a nemoci koní
4. Zlozvyky a chování koní
5. Chody koně, nohosled
6. Základní zdravotní ošetření koní
7. Ošetřování koní před a po ježdění
8. Bezpečnost při ošetřování koně, bezpečnost jezdce a základní první pomoc
9. Bezpečnostní pravidla na jízdárně, na pracovišti a při závodech
10. Bezpečnost při pohybu na veřejné komunikaci
11. Ústroj a výstroj jezdců, výstroj koní pro účely tréninku i soutěží. Ochranné pomůcky
koně a jezdce
12. Chov koní
13. Správný sed jezdce a jeho působení na koně. Vhodné použití pomůcek
14. Bezpečnost při pohybu na veřejné komunikaci
15. Základní znalosti z jednotlivých disciplín jezdeckého sportu ((i) u všeobecných ZZVJ
se zaměřením spíše na drezuru, skoky, všestrannost a vytrvalost, (ii) u spřežení a
reiningu spíše na tyto konkrétní disciplíny)
16. Základní znalost pravidel jezdeckého sportu
17. Základní znalost o ČJF a FEI
18. Historie jezdeckého sportu v ČR i v zahraničí
19. Etika ke koni a k druhým jezdcům